# Heinz Henn
 (juin 2018).
Si vous disposez d'ouvrages ou d'articles de référence ou si vous connaissez des sites web de qualité traitant du thème abordé ici, merci de compléter l'article en donnant les références utiles à sa vérifiabilité et en les liant à la section « Notes et références ».
Heinz Henn, né le 31 juillet 1955 à Cologne, est un entrepreneur et homme d'affaires allemand dans le secteur de l'industrie de la musique.

## Carrière professionnelle
Après un apprentissage de commis industriel, il a commencé dans le département international de la maison de disques EMI. Henn y a fondé la division Capitol/EMI America Germany et a rejoint la branche néerlandaise d'EMI en 1980 en tant que directeur général, puis, en 1987, Henn a travaillé pour EMI à Los Angeles et à Londres.
Six ans plus tard, il a rejoint BMG à New York, où il a travaillé comme Senior Vice President jusqu'en 1998, avant de devenir indépendant au sein de sa société Henn Entertainment.
Depuis 2003, Heinz Henn travaille pour la société de jeux vidéo Take 2 Interactive à New York et a participé à des jeux tels que GTA : San Andreas.
De 2005 à 2007, Heinz Henn a été membre du jury de l'émission Deutschland sucht den Superstar sur RTL (troisième et quatrième saison).

## Vie privée
Aujourd'hui, il vit à New York avec son fils et son partenaire. La femme de Henn est décédée d'un cancer colorectal en 1998 à l'âge de 34 ans.

## Animation
- 2005-2007 : Deutschland sucht den SuperStar (3e et 4e saison) : Juge